# Permanențe
Permanențe este un film românesc din 2001 regizat de . Rolurile principale au fost interpretate de actorii Dumitru Busuioc.